# ケムトレイル

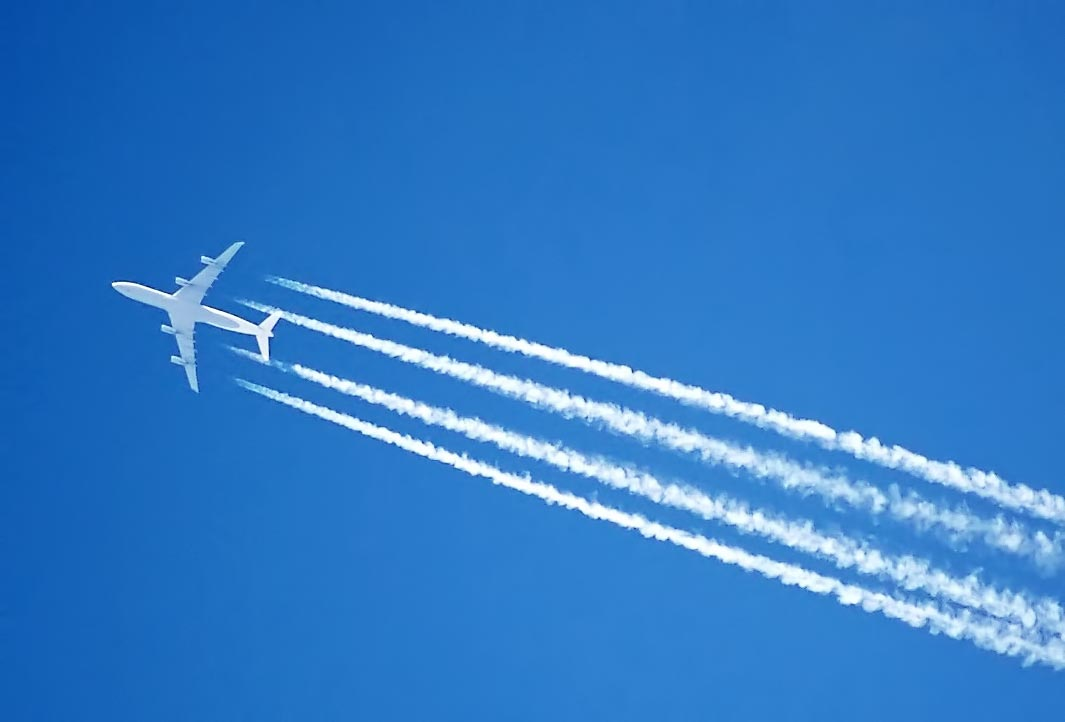
単なる飛行機雲を「ケムトレイル」と名付け、陰謀論と結びつける人たちがいる。飛行機雲は、高温の排気ガスに含まれる水蒸気が、気温差で凍った線状の雲（氷の結晶からなる雲状の軌跡）であり、大気中の湿度が高くて蒸発できないと持続することがある。

ケムトレイル（英: chemtrail）、またはケムトレイル陰謀論（ケムトレイルいんぼうろん、英: chemtrail conspiracy theory）とは、長時間にわたって残留している飛行機雲は、一般人には秘密にされている邪悪な意図で、高高度を飛行する航空機から空中に散布された有害な化学物質、または生物兵器であると主張する陰謀論である。chemtrail という名称は、chemical（化学物質）と contrail（飛行機雲）をかけ合わせた造語であり、政府や闇の勢力による人口削減計画の一環とされることが多い。支配者が航空機から地球上に有毒な化学物質を散布しているという考えは、1990年代に広まり、何度も科学的に否定されてきた。
この陰謀論の信奉者は、通常の飛行機雲は比較的速やかに消散するが、長時間にわたって残留している飛行機雲は別の物質であるに違いないと考えており、それをケムトレイルと呼んでいる。また、ケムトレイルが散布される目的として、太陽光の管理、気象制御、心理操作、人口抑制、生物戦争・化学戦、および生物学的・化学的物質の実験などを挙げており、ケムトレイルが呼吸器疾患や、その他の健康被害を引き起こしていると主張している。しかし、ケムトレイルと言われているものが、高高度を飛行する航空機によって日常的に形成されている通常の飛行機雲と異なるという証拠は存在しない。
この陰謀論の信奉者は、化学物質の散布が行われていることを証明しようと試みてきたが、その分析には欠陥があったり、誤解に基づいていたりした。しかしながら、この陰謀論は根強く拡散されており、政府が隠蔽工作を行っていると疑われる事態にもなっているため、世界中の科学者と政府機関が「ケムトレイルは普通の飛行機雲である」と繰り返し説明を行っている。

## 歴史

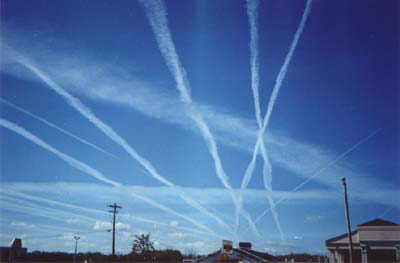
同時に形成された複数の飛行機雲。上空に残留する時間は天候（特に気温と湿度、および風速）によって決まる。

ケムトレイル陰謀論は、1996年にアメリカ空軍が気象制御に関する報告書を発表したことをきっかけに広まり始めた。1990年代後半には、「異常な飛行機雲を生成する航空機」を使用して「謎の物質を国民に散布した」としてアメリカ空軍は非難された。この陰謀論は、1999年からインターネットのフォーラムに投稿されるようになり、ラジオ番組の司会者であるアート・ベルが拡散した多くの陰謀論の中にも含まれていた。ケムトレイル陰謀論が広まるにつれ、連邦政府当局には抗議の電話や手紙が殺到した。
2000年には、環境保護庁（EPA）・連邦航空局（FAA）・航空宇宙局（NASA）・海洋大気庁（NOAA）などのアメリカ合衆国の複数の政府機関がこの噂を払拭しようと対応を試みたものの、大多数のケムトレイル信奉者は、EPAのファクトシートを政府による隠蔽工作が存在するさらなる証拠として解釈した。EPAは2015年に投稿を更新した。
アメリカ空軍は、この陰謀論はデマであるとするファクトシートを2000年代初頭に発表しており、そこでは、1996年にアメリカ空軍大学で起草された『Weather as a Force Multiplier: Owning the Weather in 2025』というタイトルの論文が引用されたことが、この陰謀論が過熱した要因の一つであるとされている。この論文は、2025年における米国の軍事的優位性を維持する目的で、将来の戦略的気象制御システムを概説するという軍事的指令に応じる形で発表されたものであり、「将来の状況やシナリオに関する架空の表現」であることが分かっている。アメリカ空軍は更に、この論文は「現在の軍事的な政策・実践・能力を反映したものではなく、気象制御の実験や計画は実施しておらず、将来的にも実施する予定はない」と2005年に明らかにしている。またアメリカ空軍は「ケムトレイルというデマは、多くの大学や科学団体、および主要メディアによって調査され、反論されてきた」とも述べている。

### 新型コロナウイルスの流行時

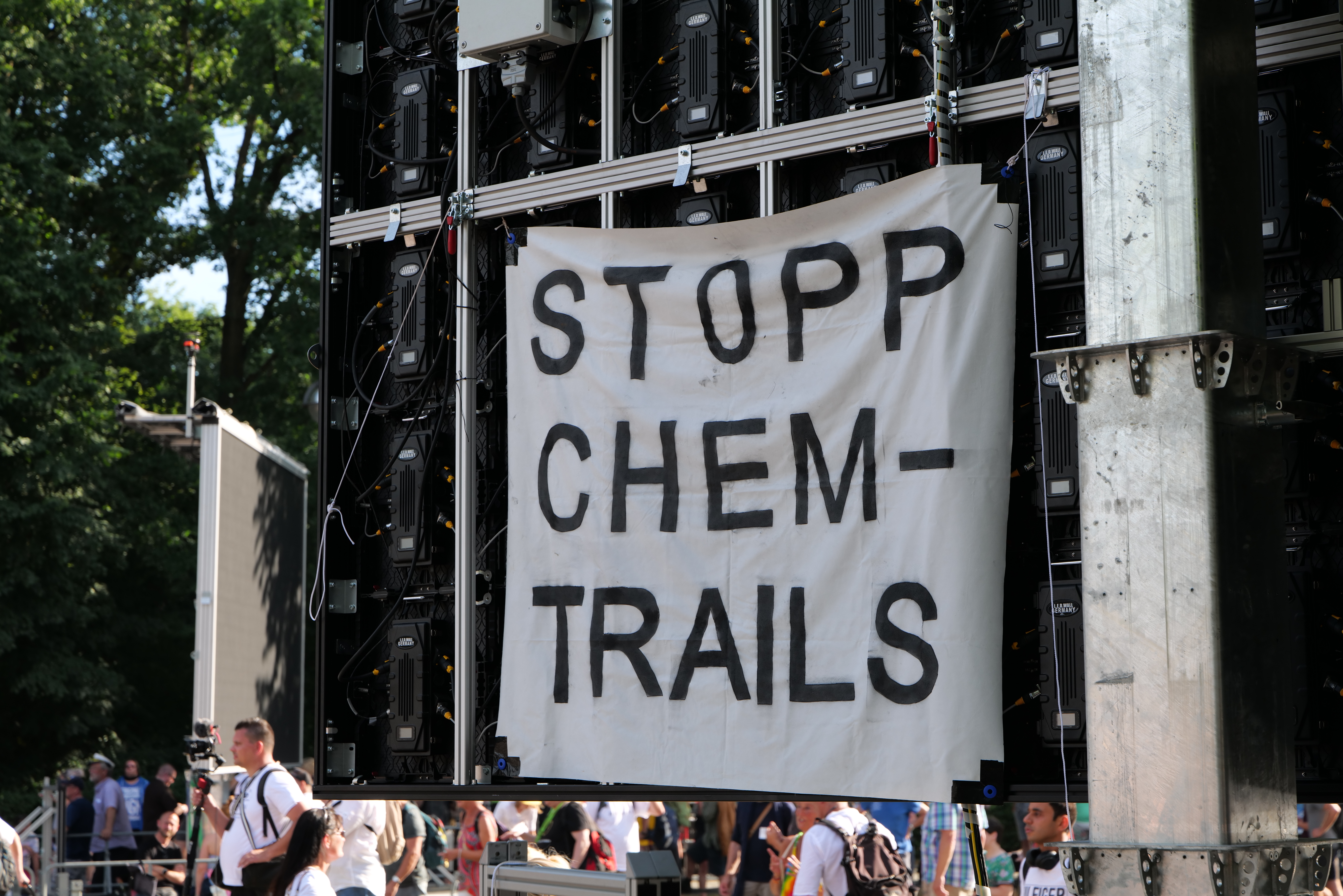
「ケムトレイルを止めて」の横断幕（2020年8月1日、ドイツ政府のコロナ規制に反対する陰謀論者や右翼過激派によるデモにて）

2019年からの新型コロナウイルス（COVID-19）の流行時に、陰謀論的思考が急増し、ケムトレイルはCOVID-19の拡散やワクチンの接種、マインドコントロール、人口削減計画や新世界秩序（NWO）を推進するために使われていると主張され、より広く拡散されるようになった。ケムトレイルのソーシャルメディアグループは、頻繁に反ワクチンや気候変動否定論についての主張を行い、COVID-19やQアノン陰謀論の盛り上がりを利用した。COVID-19の流行以来、前述のような虚偽の主張が急増したため、ファクトチェックサイトは多くの反証記事を掲載している。日本においても、2022年9月28日、 日本ファクトチェックセンター（JFC）がケムトレイル陰謀論を取り上げ、2023年にGoogle検索経由で最も読まれたJFCの記事となった。

## 概要
ケムトレイル陰謀論の信奉者は、大気現象に関する独自の解釈や、インターネットに投稿された動画、および政府の計画に関する報告書などに陰謀論の根拠を見出している。また彼らは、疑惑となっている陰謀の目的とその工作活動の効果について一定の信念を持っており、一般的にそれらの信念に基づいて何らかの行動をとっている。

### 証拠とされているもの
ケムトレイル陰謀論の信奉者は、通常の飛行機雲とケムトレイルは残留時間の長さによって区別でき、ケムトレイルは半日ほど残留するか、または巻雲のような形に変化すると主張している。信奉者は、1995年以降の飛行機雲はそれ以前とは異なる化学組成になっており、上空に長時間残留するようになったと主張している。また彼らは、第二次世界大戦時代に撮影された写真に写っている長く続いている飛行機雲の存在も認めていない。
信奉者は、ケムトレイルを何時間も持続する十字状・格子状、または平行な縞模様の雲として特徴づけており、最終的には混ざり合って大きな雲が形成されるとしている。信奉者は、飛行機雲の中に目視できる色のスペクトルが存在していること、一つの領域に飛行機雲が集中していること、あるいは普通ではない高度や場所を飛行している標識のない航空機または軍用機によって飛行機雲が残されていることを、ケムトレイルの目印と見ている。
飛行試験のために旅客機の乗客室に搭載された容器の写真は、エアロゾル散布システムが存在する証拠であると主張されている。実際には、容器はただのバラストであり、乗客や貨物の重量をシミュレートするために搭載されたものである。容器は水で満たされており、異なる位置にある重心を飛行中にテストするために、容器同士で水を移動できる。
元CIA職員で内部告発者のエドワード・スノーデンは、「ジョー・ローガン・エクスペリエンス」のインタビューで、（宇宙人と）ケムトレイルの証拠を求めてアメリカ政府のあらゆる機密情報を探し回ったと述べている。ウェブ配信に関するCNNの報告によると、彼は次のように述べている。「念の為に言っておきますが、ケムトレイルは存在しません。私はNSAとCIA、および軍のネットワークにアクセスしましたが、何も見つけられませんでした」。
ジム・マーズは、ケムトレイルの証拠であるとして、2007年にルイジアナ州のテレビ局が公表したレポートを引用している。そのレポートでは、ケムトレイルと疑われている格子状の飛行機雲の下の空気を測定した結果、米国政府が推奨している制限水準の3倍にあたる 6.8 ppm の危険なレベルのバリウムが含まれているとされた。しかし、その後に行われた映像の分析では、機器の使い方が間違っており、測定値を100倍して読み取っていたことが判明した。実際には、測定されたバリウムの値は通常のレベルであり、安全であった。
2014年5月には、霧の夜に着陸を行っている民間の旅客機がケムトレイルを放出しているとされた動画が話題になった。ディスカバリー・ニュースは、化学物質の放出とされているものは、霧の中を飛行しているために見える、通常の翼による気流の乱れであり、本当に何かが散布されているとすれば、翼の後ろに座っている乗客ははっきりと見ることができるため、すぐに発見されるだろうと指摘した。
2014年10月、イギリス人のクリス・ボビーは、ブエノスアイレスからロンドンに向かうフライト中にサンパウロへ緊急着陸することになった航空機が、機体重量を軽くするために燃料投棄を行っている様子を動画に撮影した。この動画はFacebook上で拡散し、300万回以上再生され、52,000以上のシェアを獲得し、ケムトレイルの証拠として引用された。後に彼は、この投稿はいたずらであったことを明らかにした。その結果、複数の陰謀論信奉者から激しい罵倒と脅迫を受けた。
信奉者によるいくつかの説明では、ケムトレイルの組成は、バリウムとアルミニウム塩、ポリマー繊維、トリウム、あるいは炭化ケイ素であるとされている。
ケムトレイル陰謀論の信奉者は、人工降雨計画の存在や地球工学の研究が行われていることを陰謀の証拠として解釈している。

### 信念
ケムトレイル陰謀論は、さまざまな種類のものがインターネットやラジオ番組を介して拡散されてきた。ケムトレイル陰謀論に特化したウェブサイトも存在しており、政府に対する懐疑と合致していることから、特に極右集団に好まれている。
2014年にケムトレイル陰謀論に関する20個のウェブサイトを対象に行われた調査では、信奉者は科学に訴える部分もあるが、学者や政府系の科学者による発言は信じていないことが判明した。科学者や連邦政府機関は、ケムトレイルの存在を一貫して否定しており、空にある軌跡は、単に長時間持続している飛行機雲であると説明している。また、ケムトレイルは世界的な陰謀がある証拠であると考えている信奉者が多いことも判明した。疑われている陰謀の目的はさまざまであり、代表的なものとしては、利益の獲得（たとえば、先物価格の操作や、製薬会社の利益のために人々を病気にさせるなど）や人口抑制、および兵器の実験（天候を兵器として利用することや、生物兵器の実験など）が挙げられる。そのような信念の一つには、「高周波活性オーロラ調査プログラム（HAARP）を中心とした大規模な電磁超兵器計画の一環として、雲に伝導性物質が混入されている」とするものもある。2014年に行われた報告によると、信奉者は一般的に、すべての人が攻撃を受けていると感じており、これについて恐怖や不安、悲しみ、怒りを表明することが多い。アメリカ、カナダ、イギリスの人々を対象とした2011年の調査では、陰謀論を完全に信じているサンプルは2.6%であり、部分的に信じているサンプルは14%であった。2016年の「Cooperative Congressional Election Study」に対する回答の分析によると、36,000人の回答者のうち9%が「政府は航空機を使用して有害な化学物質を空中に散布する秘密計画を実施している」ことを「完全に真実」だと信じていた。さらに19%が「部分的に真実」であると信じていた。

### 日本での活動
日本では、2010年代後半からYouTubeやTikTok、X(Twitter)において少しずつ浸透しつつあり、海外と同様に極右思想の勢力に支持されている。

### 信奉者の活動
ケムトレイル陰謀論の信奉者は、自身の体験を回心に似ていると表現することが多い。ケムトレイルに「気づき」「目覚める」と、その体験がさまざまな形でのアドボカシー活動へと彼らを駆り立てるという。たとえば、地球工学に関するイベントや会議に頻繁に参加したり、地球工学分野で活躍している学者に脅迫状を送ったりしている。
2001年、アメリカ下院議員のデニス・クシニッチは、有権者の要望に応えて、宇宙空間での兵器使用を恒久的に禁止する2001年宇宙空間保全法（法案番号: H.R. 2977、第107議会）を提案したが、その際にケムトレイルを禁止すべき数多くの「エキゾチック・ウェポン」の一つとして挙げた。信奉者は、このケムトレイルへの明確な言及を、政府がケムトレイルの存在を公式に認めたものと解釈している。懐疑派は、この法案が「地球外兵器」や「環境・気候・地殻変動兵器」にも言及していることに注目している。この法案は、国防総省から否定的な評価を受け、委員会で否決された。その後、クシニッチが宇宙空間保全法を制定しようとして失敗した3つの試みのどれにも、ケムトレイルについての言及はなかった。
2003年には、「空中散布に使用されている化学物質が健康に悪影響を与えている」という懸念に基づくカナダ国民の請願に対して、カナダ政府の院内総務は、「カナダの空域で高高度化学物質散布が行われているという主張には、科学的にもその他の点においても、実証された証拠がない。『ケムトレイル』という言葉は一般化された表現であり、その存在を裏付ける科学的証拠はない」と述べた。さらに院内総務は、「請願者が見ているものは、通常の飛行機雲だと我々は考えている」と述べた。
イギリスでは、2005年に環境・食糧・農村地域省の閣外大臣であるエリオット・モーリーが、ストラウド議会議員である労働党員のデビッド・ドリューから「航空機のケムトレイルによる汚染の影響について、同省はどのような研究を行っているか」と質問された際に、「航空機からのケムトレイルは科学的に認められた現象ではないため、同省は研究を行っていない」と回答し、「飛行機雲がどのように形成され、大気にどのような影響を与えるか」を理解するために研究を行っていると回答している。
ケムトレイル陰謀論の信奉者の中には、パイプを束ねた装置「クラウドバスター」を考案したヴィルヘルム・ライヒ（1897年 - 1957年）の考えを採用する者もいる。ライヒは、クラウドバスターは天候に影響を与え、大気中の有害なエネルギーを除去すると主張していた。信奉者の中には、水晶や金属片で満たされたクラウドバスターを作成し、ケムトレイルを除去しようと空に向ける者もいる。
ケムトレイル信奉者は、政府や学術機関からの報告に頼らず、自らサンプルを収集して実験を行うこともあるが、その実験には大抵欠陥がある。たとえば、金属製の蓋が付いた瓶（サンプルが汚染されるため、科学実験では使用されない）でサンプルを収集することなどが挙げられる。
慢性的な痒みを訴える人々が、自分たちをモルゲロンズ病患者であると称して、生物戦、ナノテクノロジー、ケムトレイル、地球外生命体などが原因であるとしている。
「Natural News」は、反ワクチン陰謀論とフェイクニュースを掲載している極右のウェブサイトであるが、ケムトレイル陰謀論や遺伝子組み換え作物の悪影響などに関する陰謀論なども主張している。
極右の陰謀論者ポール・ジョセフ・ワトソンは、アレックス・ジョーンズが運営するウェブサイト「インフォウォーズ」に参加し、ケムトレイルや新世界秩序、イルミナティなどの陰謀論を広めているが、次第に反イスラム、反フェミニズム、反左翼のメッセージを広めることに重点を置くようになっている。

### その他
デイヴ・トーマスは、陰謀論を批判的に研究する科学者であるが、「ケネディ暗殺や9.11の陰謀論者は、ケムトレイル愛好家に比べれば小者である」と述べている。
サイエンスライターのミック・ウェストは、ケムトレイル陰謀論を10年以上にわたって反証してきたが、「ケムトレイルは驚くほど人気のある理論で」「科学や権威に対する根本的な不信感からくるものであり」、自分の仕事の目的は陰謀論的思考の「ウサギの穴」から人々を脱出させることだと説明している。

## 飛行機雲
飛行機雲は「高高度で航空機やロケットが空中に残す凝縮した水蒸気の筋」である。化石燃料の燃焼（ピストンエンジンやジェットエンジンなど）により、二酸化炭素と水蒸気が発生する。エンジンの排気で高温多湿になった空気が、高高度の非常に冷たい空気と混ざることで、水蒸気が凝縮して水滴や氷の結晶となり、目に見える雲となる。飛行機雲が消滅する速度は、天候に大きく左右される。大気が飽和状態に近い場合は、しばらくの間、飛行機雲が持続する可能性がある。逆に大気が乾燥していれば、飛行機雲はすぐに消散する。
大気科学者の間では、飛行機雲は何時間も持続することがあり、巻雲状に広がっていくのが普通であることがよく知られている。飛行機雲に含まれるさまざまな大きさの氷の結晶は、それぞれ異なる速度で降下するため、飛行機雲は垂直方向に拡散する。そして、高度による風速の差（ウィンドシア）によって水平方向に拡散する。これは、巻雲の形成過程と類似のメカニズムである。多くの場合、25,000 - 40,000 ft（7,600 - 12,200 m）の高度にある飛行機雲は、「ほぼ固体」の織り交ざったシート状に変化する。飛行機雲
の横方向の広がりは数キロメートルにも及び、十分な航空交通量があれば、個々の飛行機雲への氷の供給量を増やし、何時間も持続するような完全な曇り空を作り出すことも可能である。
大気現象の専門家によると、ケムトレイルとされる雲の特徴は、太陽光や気温、水平・垂直方向の風の強さ、航空機の高度における湿度など、さまざまな条件に対応した単なる飛行機雲の特徴に過ぎないという。アメリカでは、米国航空宇宙システムの飛行経路が碁盤の目状になっているため雲が交差しやすく、また地上からでは重なった飛行機雲が同じ高度にあるのかどうかを見分けることも難しい。2000年にNASA・EPA・FAA・NOAAが共同作成したファクトシートでは、飛行機雲形成の科学、および飛行機雲が気温や気候に与える影響について、既知のものと潜在的なものの両方が概説されている。アメリカ空軍は、少なくとも1953年以降に観測・分析された飛行機雲の現象を説明したファクトシートを作成した。また、そのファクトシートでは、この陰謀論が誤解であることを明らかにし、ケムトレイルの存在を否定することで、より直接的な反論が行われている。
バージニア州ハンプトンにあるNASAラングレー研究所の大気科学者であるパトリック・ミニスは、ケムトレイル信奉者の大多数は論理では説得できないと述べている。「彼らを捕まえて反論しようとすると、『あなたも陰謀の一部なんでしょう』と言われてしまう」と彼は語っている。
民間航空機の飛行機雲を地球工学に利用することについては、一般的に適さないことが分析の結果、判明している。
天文学者のボブ・バーマンは、ケムトレイル陰謀論をオッカムの剃刀を適用しなかった典型例として特徴づけており、凍った水蒸気で構成された単なる飛行機雲であるという「単純な解決策」を採用する代わりに、「陰謀論のウェブサイトでは、この現象はわずか10年前に始まったもので、4万人の民間パイロットと航空管制官が自分の子供たちを毒殺する邪悪な陰謀に参加していると考えられている」と2009年に書いている。
2016年に77人の大気科学者を対象に行われた調査では、「この調査に参加した科学者の77人中76人（98.7%）が、『秘匿された大規模な大気計画』の証拠はないと答えており、証拠として挙げられたデータは、典型的な飛行機雲の形成やサンプリング法の不備など、他の要因で説明できるとしている」と結論づけられた。

## 大衆文化におけるケムトレイル
2021年からNetflixで配信されているアニメ『陰謀論のオシゴト（Inside Job）』では、ケムトレイルはある種のエアロゾルのような吸入薬として作用する。
ベックの2008年の曲『ケムトレイル』は、ケムトレイル陰謀説を歌っている。2021年にラナ・デル・レイは、『ケムトレイルズ・オーヴァー・ザ・カントリー・クラブ』という曲を出した。リジー・マカルパインも2022年に『ケムトレイル』という曲を出している。